# Tarnawa Górna (Zembrzyce)

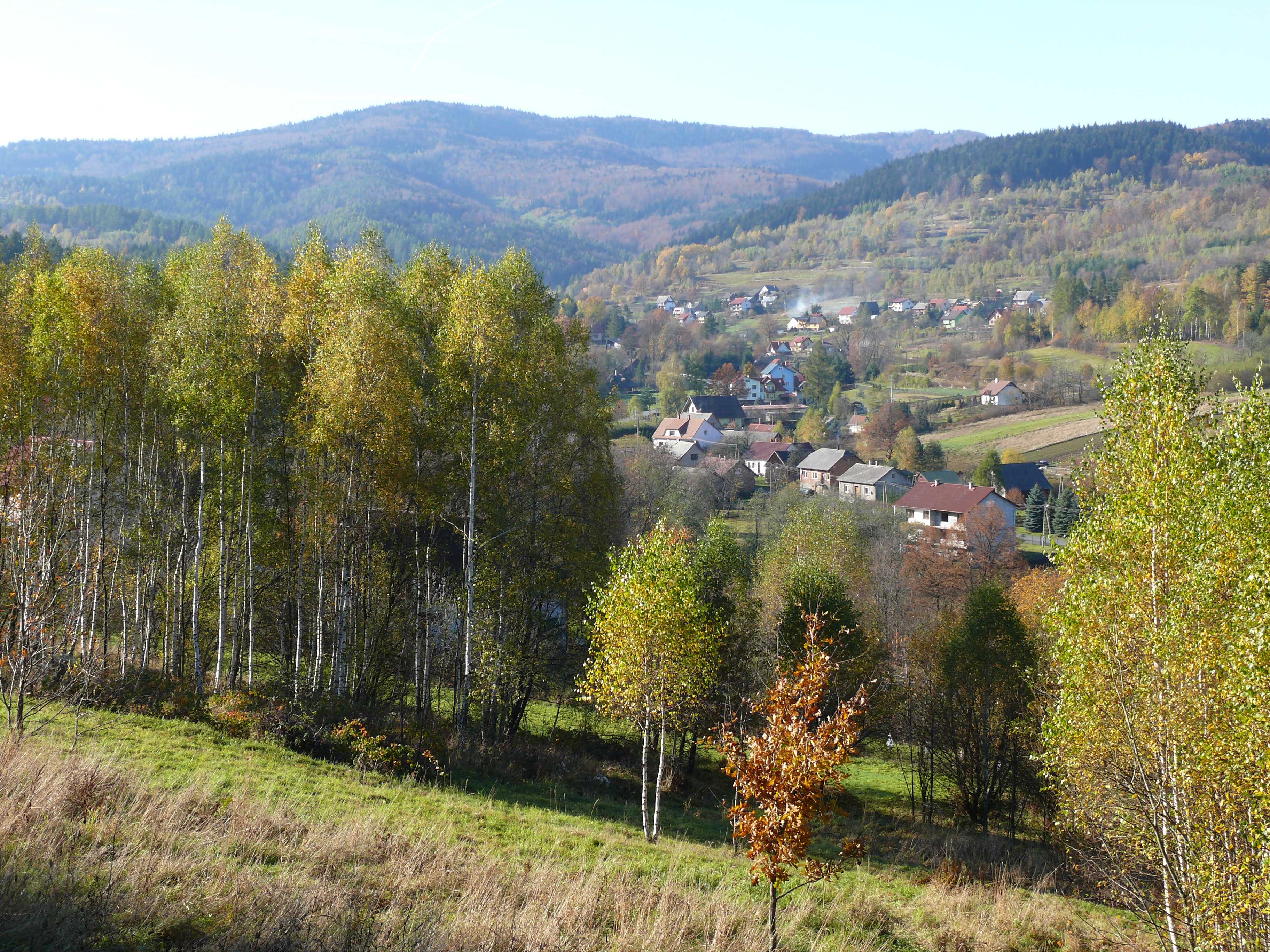
Blick auf das Dorf

Tarnawa Górna ist eine Ortschaft mit einem Schulzenamt der Gemeinde Zembrzyce im Powiat Wadowicki der Woiwodschaft Kleinpolen in Polen.

## Geographie
Der Ort liegt am Bach Tarnawka, einem linken Zufluss der Skawa in den Kleinen Beskiden. Die Nachbarorte sind Jaszczurowa im Norden, Śleszowice im Osten, Targoszów und Krzeszów im Süden.

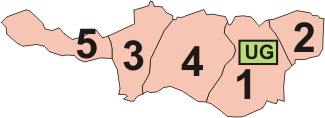
Tarnawa Górna (5) innerhalb der Gemeinde Zembrzyce

## Geschichte
Der Ort entstand im 17. Jahrhundert von Walachen gegründet und wurde zuerst Redz/Rec genannt, war im Besitz der Familie Komorowski.
Bei der Ersten Teilung Polens kam Tarnawa Górna 1772 zum neuen Königreich Galizien und Lodomerien des habsburgischen Kaiserreichs (ab 1804).
1918, nach dem Ende des Ersten Weltkriegs und dem Zusammenbruch der k.u.k. Monarchie, kam Tarnawa Górna zu Polen. Unterbrochen wurde dies nur durch die Besetzung Polens durch die Wehrmacht im Zweiten Weltkrieg. Es gehörte dann zum Landkreis Bielitz im Regierungsbezirk Kattowitz in der Provinz Schlesien (seit 1941 Provinz Oberschlesien).
Von 1975 bis 1998 gehörte Tarnawa Górna zur Woiwodschaft Bielsko-Biała.